# Sindicato Andorrano de Trabajadores
El Sindicato Andorrano de Trabajadores (en catalán, Sindicat Andorrà de Treballadors) es una organización sindical, creada en 1989, por miembros de la Asociación de Residentes en Andorra. Fue el primer sindicato de trabajadores existente en Andorra, y su primera ejecutiva estuvo formada por Antoni Roig como secretario general, Guillem Fornieles Alacid como secretario de organización, Cristian Cerdoya como secretario de relaciones internacionales, Dídac Subirats como secretario de prensa y Josep Lluís Santos como secretario de acción sindical, además de otros cuatro secretarios nacionales.
Desde 2021 su secretario general es Christian Asensio.

## Constitución
Su fundación culminó un proceso de reivindicación de un sindicalismo autóctono, que el ARA había iniciado en 1976. Se creó una comisión gestora el 14 de junio de 1988, y se celebró el congreso fundacional el 8 de marzo de 1990, con la presencia del secretario general de UGT y vicepresidente de la CES Nicolás Redondo, del líder de CCOO Marcelino Camacho, y del secretario de la Confederación Europea de Sindicatos Matias Hintercheid.